# Like a Boy
Singles de Ciara
Promise
(2006) Promise Ring
(2007)
Like a Boy est une chanson de la chanteuse américaine Ciara issue de son second album studio, intitulé Ciara: The Evolution (2006). Le titre est sorti en tant que troisième single de l'album le 13 février 2007. Écrite par Ciara Harris, Candice Nelson, Balewa Muhammad, Keri Hilson, Patrick M. Smith, Ezekiel Lewis et Calvin Kenon, elle est produite par Calvo Da Gr8, Ciara et The Clutch. Le single se classe dans le top 20 de plusieurs pays à travers le monde.

## Liste des pistes
- Téléchargement digital

1. Like a Boy (Main Version) – 3:59
2. Like a Boy (Kardinal Beats) – 3:32
3. Like a Boy (Soul Seekerz Remix) – 6:44

- Téléchargement digital 2

1. Like a Boy – 3:58

- CD single et téléchargement digital en Europe

1. Like a Boy (Main Version) – 3:57
2. Love You Better (Main Version) – 4:29
3. Get Up (featuring Chamillionaire) (Main Version) – 4:22
4. Get Up (Moto Blanco Vocal Mix) – 8:16

- CD single et téléchargement digital en Europe 2

1. Like a Boy – 3:59
2. Get Up (Moto Blanco Vocal mix) – 8:16

- CD single et téléchargement digital en Europe 3

1. Like a Boy (Main) – 4:00
2. Like a Boy (Instrumental) – 3:57

## Classement et certifications
| Classement (2007)                  | Meilleure position |
| ---------------------------------- | ------------------ |
| Allemagne (Media Control AG)       | 29                 |
| Autriche (Ö3 Austria Top 40)       | 47                 |
| Belgique (Flandre Ultratip 100)    | 12                 |
| Belgique (Wallonie Ultratip 50)    | 8                  |
| États-Unis (Hot 100)               | 19                 |
| États-Unis (Dance Club Songs)      | 23                 |
| États-Unis (R&B/Hip-Hop Songs)     | 6                  |
| États-Unis (Pop Airplay)           | 18                 |
| Europe (Hot 100)                   | 26                 |
| Finlande (Suomen virallinen lista) | 7                  |
| France (SNEP)                      | 20                 |
| Irlande (IRMA)                     | 11                 |
| Italie (FIMI)                      | 43                 |
| Nouvelle-Zélande (RMNZ)            | 29                 |
| Royaume-Uni (UK Singles Chart)     | 16                 |
| Royaume-Uni (UK R&B Chart)         | 1                  |
| Suède (Sverigetopplistan)          | 8                  |
| Suisse (Schweizer Hitparade)       | 16                 |

| Pays              | Certification |
| ----------------- | ------------- |
| États-Unis (RIAA) | Platine       |

## Historique de sortie
| Région      | Date            | Label  |
| ----------- | --------------- | ------ |
| États-Unis  | 13 février 2007 | LaFace |
| Allemagne   | 30 mars 2007    | LaFace |
| Royaume-Uni | 2 avril 2007    | LaFace |